# 航運大樓

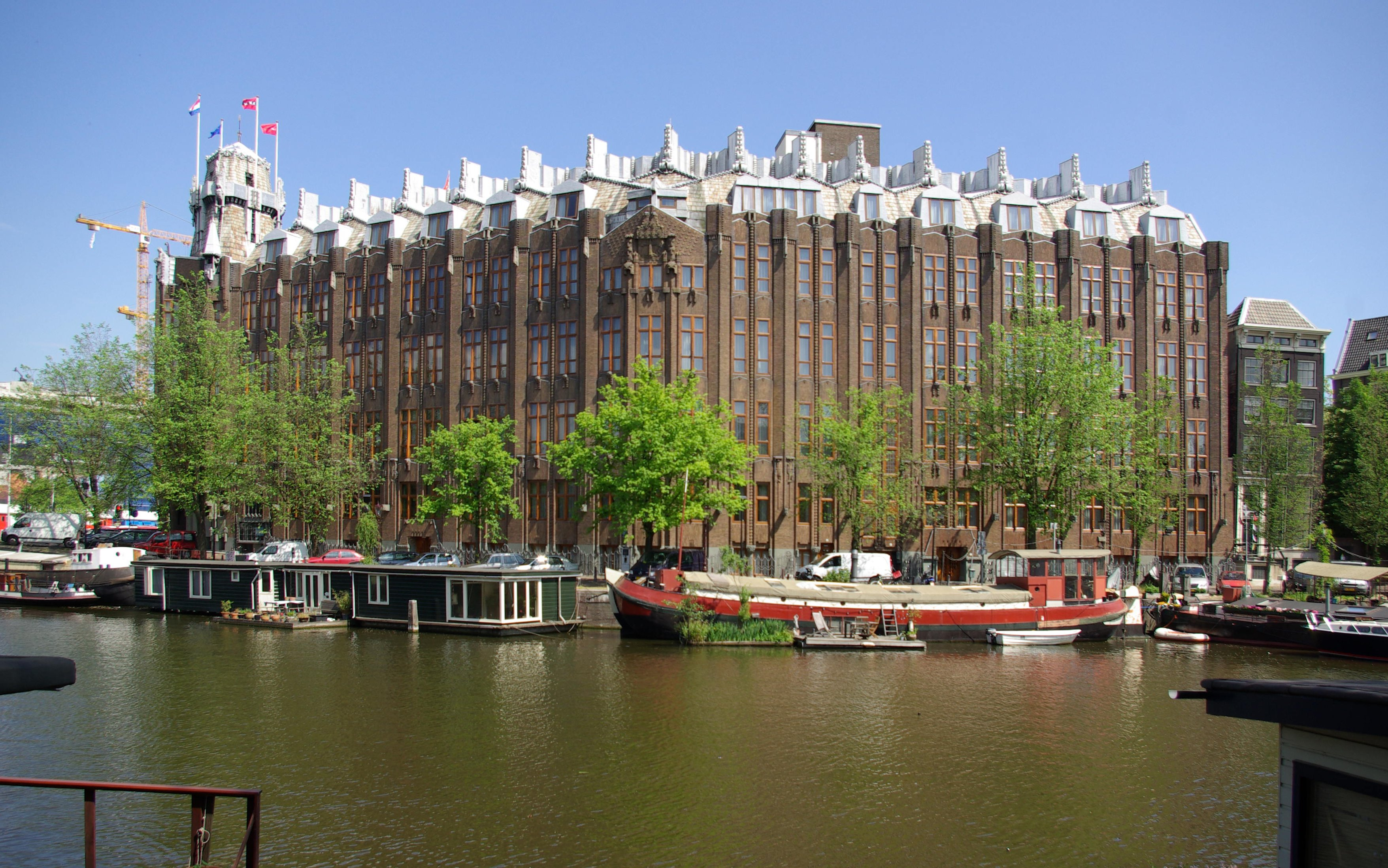
航運大樓

航運大樓（荷蘭語：Scheepvaarthuis）是荷蘭首都阿姆斯特丹的一座建築，位於阿姆斯特丹港區。這座建築被認為是阿姆斯特丹學派建築第一座範例，建築被評為「具有極強的表現力以及豪華多彩的裝飾」 。

## 历史
航運大樓分為兩期興建，第一期是1913年至1916年，第二期是1926年至1928年。在興建之初，這座大樓是六家航運公司的總部所在地。

## 外部連結
- Shipping House on iAmsterdam.com
- Grand Hotel Amrâth Amsterdam on iAmsterdam.com
- The Shipping House of Amsterdam （页面存档备份，存于） on Holland.com

52°22′28″N 4°54′15″E / 52.3744°N 4.9041°E